# Ollótlan szűrögetőrák
Az ollótlan szűrögetőrák (Emerita analoga) a felsőbbrendű rákok (Malacostraca) osztályának tízlábú rákok (Decapoda) rendjébe, ezen belül a szűrögetőrákok (Hippidae) családjába tartozó faj.

## Elterjedése
A Csendes-óceán menti területeken él, de elterjedési területe mindig változik a hullámzások változása miatt. Mivel élelmét itt találja, ezért folyamatosan vándorolnia kell a partokon. Előfordulása az észak-amerikai Alaszkától, egészen Oregon és Kalifornia északi részén át Chiléig, illetve Argentínáig tart. Az árapályok által érintett trópusi és szubtrópusi tengerpartok, öblök területén él, ahol erősek a hullámok. Leggyakrabban a meleg és napsütéses nyári időszakokban megtalálható a nedves homokban.

## Táplálkozása
Táplálékuk nagy részét a tengervízből kiszűrt részecskék és planktonok teszik ki. A szerves anyagokat a csápostorok segítségével gyűjti be a homokpart felé áramló vízből.

## Megjelenése
Teste sima páncéllal fedett, tojásdad alakú. A 22 mm nagyságú hímek jóval kisebbek a nőstény egyedeknél, akik általánosan 35 mm körüliek. Az első négy pár lábát ásásra használja, míg a két elsővel a kopoltyúit tisztítja. Mindkét nemnél jól kifejlett farokláb található, de csak a nőstényeknél vannak potrohlábak, összesen három pár. A tollszerű csápjait, az ún. csápostorokat szűrőtáplálkozásra alkalmazza, viszont amikor nincs használatban a szájrészek alá hajtódik.

## Életmódja
Mikor apály idején a hullámokkal partra kerülnek, a rákok háttal beássák magukat a homokba. Ezen pozícióban könnyebben tudnak ételt fogni a hullámokkal odakerülő vízből. A víz áthalad a csápostoraik sörtéin, ahol fennakadnak a kisméretű részecskék. A rák mellső lábával leszedi a csápokon fennakadt táplálékot, majd leszopogatja onnan a szájszervével.